# Baka (príncep)
Baka (B3 k3, "La seva ànima és (en) el seu Ka") va ser un príncep egipci de la IV Dinastia. És conegut per la seva estatueta destruïda. També és objecte d'una teoria que afirma que va ser faraó d'Egipte durant molt poc temps. Per tant, podria tractar-se d'un rei poc conegut anomenat Bakka o Bikheris.

## Identitat
Baka era fill del faraó Djedefre. Es desconeix la seva vida familiar, els noms de les seves possibles dones i fills s'han perdut. Atès que els noms d'altres tres fills de Djedefre, com Setka, Harnit i Nikau-Djedefre, s'han pogut detectar arqueològicament, haurien de considerar que tractaven de germans o mig germans de Baka, i les filles de Djedefre, Hetepheres III i Neferhetepes, serien germanes o germanastres de Baka.
També es desconeix qui era la ser mare. Podria haver estat qualsevol de les esposes de Djedefre, Khentetka o Hetepheres II, tot i que fins i tot això és incert.

### Possible regnat com a faraó
Segons Rainer Stadelmann i George Reisner, és possible que Baka hagués estat faraó d'Egipte durant molt poc temps (potser un o dos anys). La seva suposició es basa en l'anomenada piràmide inacabada de Zawiet eal-Arian, que es troba a Zawiet al-Arian. Aquest eix de piràmide inacabat va ser abandonat poc després de començar i només s'hi van trobar una dotzena d'inscripcions de treballadors en tinta negra. Aquestes inscripcions proporcionen un nom reial en cartutx, que roman parcialment il·legible. Un dels signes es pot identificar com a signe Ka, però l'altre va ser copiat pels excavadors de la piràmider de manera tan difusa que continua sent indesxifrable. Segons Stadelmann i Reisner, el primer signe mostra un boc caminant, com passa amb el nom de naixement del príncep. Així doncs, Baka simplement hauria posar el seu nom de príncep en un cartutx reial a causa de la seva nova condició, i després de la seva mort el nom s'hauria canviat per Bakarê ("ànima i Ka de Ra"). A les cròniques gregues antigues, el nom de Baka es va convertir en Bikheris. Per aquest motiu, el pou inacabat de la tomba de Zawyet al-Arian també s'anomena "Piràmide de Bikheris".
Aquesta teoria no s'ha acceptat de manera general, però. Aidan Dodson està convençut de la representació d'un animal Seth assegut, llegint el nom reial com a Seth-Ka ("Seth és el meu Ka"). En aquest cas, hauria estat Setka i no Bakare qui hauria regnat.